# Anixa carbonaria
Anixa carbonaria е вид охлюв от семейство Bradybaenidae.

## Разпространение
Видът е разпространен във Филипини.